# Oliver Lake
Oliver Lake, né le 14 février 1942, est un saxophoniste alto de jazz américain notamment connu comme membre fondateur du World Saxophone Quartet. Il est également flûtiste, compositeur et poète.

## Biographie

### Enfance et formation
Né à Marianna dans l'Arkansas le 14 février 1942, Oliver Lake a grandi à Saint-Louis,. Après avoir joué de la batterie dans son enfance, il passe au saxophone à 18 ans. Il fait ses études à l'Université de Lincoln où il obtient un Bachelor en éducation musicale en 1968,.

### Débuts avec leBlack Artists Group
De la fin des années 1960 au début des années 1970, il gagne sa vie en enseignant et jouant à Saint-Louis. Plusieurs musiciens de la ville prennent l'habitude de se réunir dans sa maison ou dans un parc pour expérimenter dans le style du free jazz. Ces sessions et l'influence de l'Association for the Advancement of Creative Musicians de Chicago débouchent sur la création d'un collectif artistique, le Black Artists Group (en) (BAG). Le BAG est pluri-disciplinaire : il rassemble non seulement d'autres jazzmen tels que Julius Hemphill (en) et Charles "Bobo" Shaw (en), mais également des acteurs, poètes, danseurs, etc.,. C'est pendant cette période, en 1971, qu'Oliver Lake sort son premier album Ntu: The Point from Which Creation Begins.
Entre 1972 et 1974, il réside à Paris où il joue avec un quintet de membres du BAG. Le collectif enregistre pendant cette période ce qui va rester son seul enregistrement, l'album auto-édité In Paris, Aries 1973. Oliver Lake et plusieurs autres de ses compagnons du BAG s'installent ensuite à New York, où ils deviennent des membres influents de la scène « loft-jazz » dans la deuxième partie des années 1970.

### Succès artistiques et commerciaux
En 1976, Oliver Lake est l'un des membres fondateurs du World Saxophone Quartet avec trois autres saxophonistes dont deux anciens du BAG, Julius Hemphill (en) (saxophone alto) et Hamiet Bluiett (baryton) auxquels s'ajoute David Murray (ténor). Actif pendant quatre décennies, le groupe connaît un succès important, avec notamment la signature sur une major, fait rarissime dans le milieu free jazz / jazz d'avant-garde. Dans le même temps, Lake poursuit sa propre carrière individuelle, sortant régulièrement des albums en solo ou en collaboration avec les artistes les plus divers. Il remporte ainsi un franc succès commercial avec son quintet funk-reggae Jump Up.
En 2014, Oliver Lake se voit attribuer un Doris Duke Award (en) qui implique un soutien financier important (jusqu'à 275 000 dollars). Il a également été récipiendaire d'une bourse Guggenheim et du Mellon Jazz Living Legacy Award.

## Discographie sélective
- 1971 : Oliver Lake, NTU: The Point From Which Freedom Begins (Passin' Thru-Freedom)
- 1973 : Black Artists Group, In Paris Aries 1973 (Black Artists Group) ; réédition Aguirre Records, 2018
- 1975 : Oliver Lake, Heavy Spirits (Freedom)
- 1986 : World Saxophone Quartet Plays Duke Ellington (Elektra/Nonesuch)
- 1992 : Trio 3 (Oliver Lake/Reggie Workman/Andrew Cyrille), Live in Willisau (Dizzim)
- 1996 : Oliver Lake, Movement, Turns & Switches (Passin' Thru)
- 2003 : Oliver Lake Big Band, Cloth (Passin' Thru)

Source de la sélection : All About Jazz!.